# Wasserhebewerk Passek

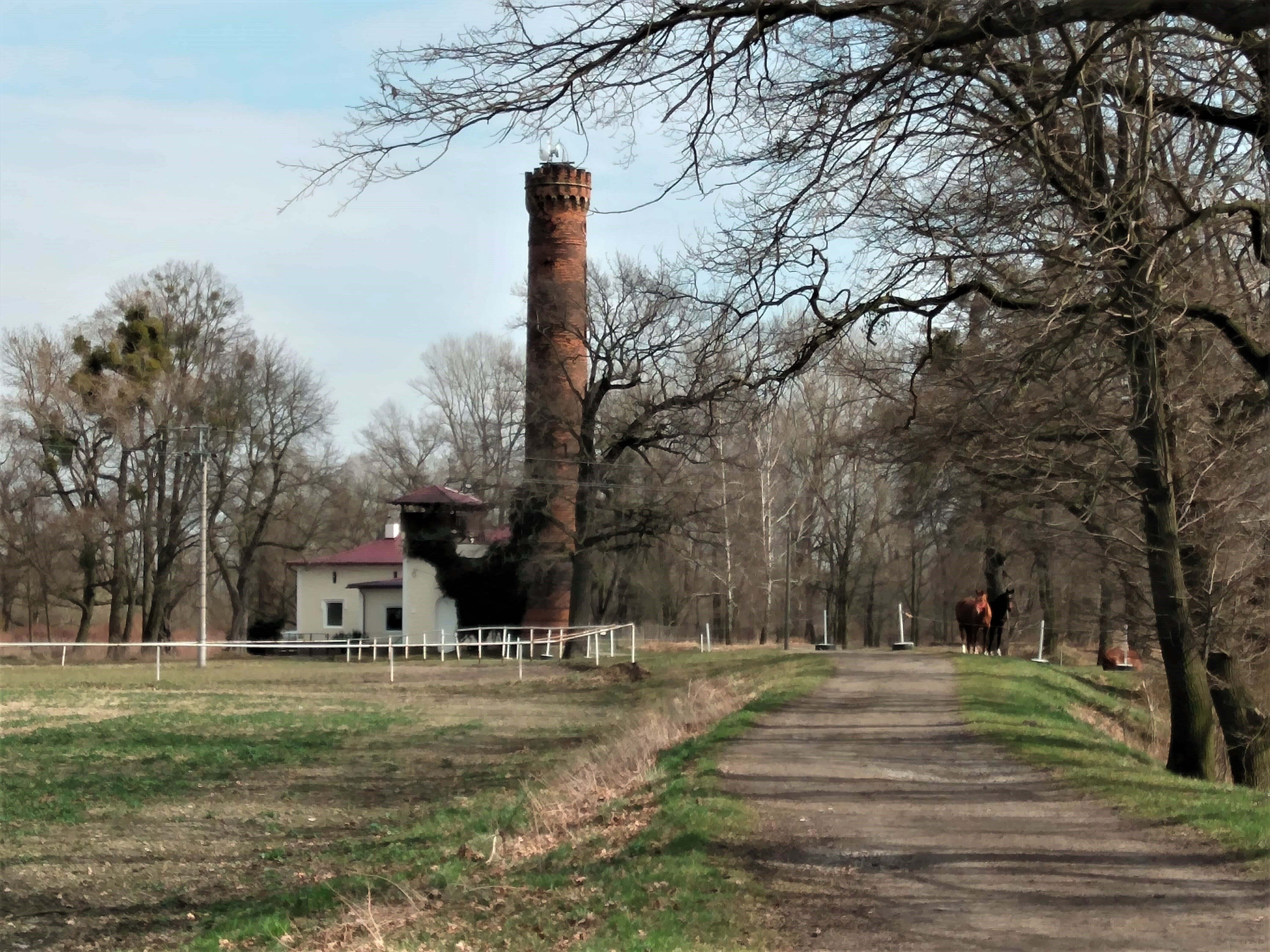
Wasserhebewerk Passek (2021)

Das Wasserhebewerk Passek (tschechisch Parní čerpací stanice Paseky), auch Patlowetz (tschechisch Patlovec) genannt, ist ein ehemaliges Dampfpumpwerk an der Oder auf dem Gebiet der Gemeinde Šilheřovice (Schillersdorf) in Tschechien.

## Lage
Das Wasserhebewerk befindet sich knapp 200 m linksseitig der Oder am Potok Od Bažantnice (Fasaneriegraben) bzw. 300 m nordöstlich des Hofes Paseky (Passek). 400 m nördlich verläuft bei Stare Chałupki (Chalupki) die Staatsgrenze zu Polen.

## Geschichte

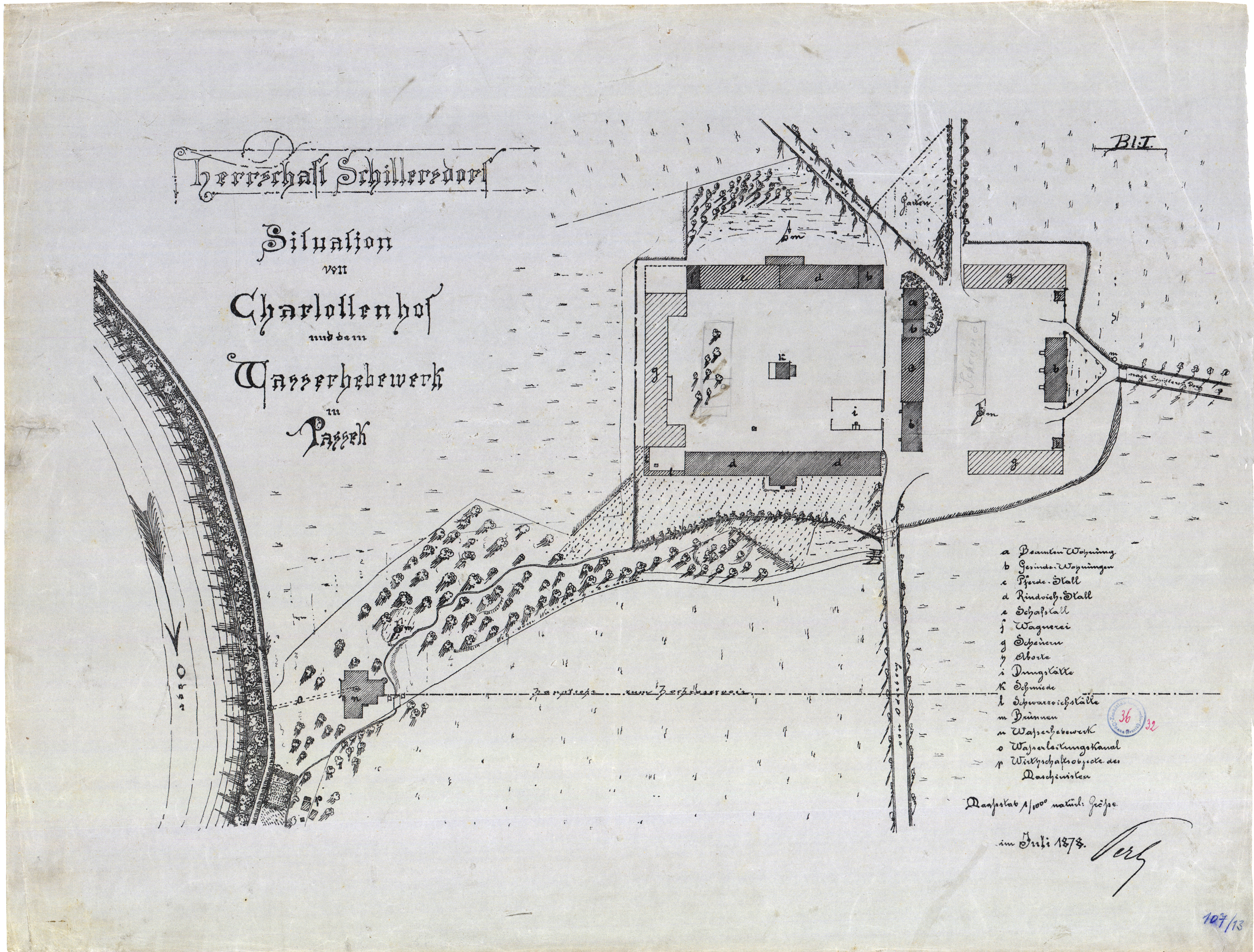
Lageplan des Charlottenhofes und Wasserhebewerks Passek (1878)

Die Besitzer der preußischen Herrschaft Schillersdorf, Salomon Meyer von Rothschild, und sein Sohn Anselm Salomon von Rothschild, ließen ab der Mitte des 19. Jahrhunderts unter Leitung ihres Forstverwalters Karl Exner den Schillersdorfer Schlosspark umgestalten und weiträumig vergrößern. In den Jahren 1862 bis 1863 wurde in der Nähe des Charlottenhofes – dicht an der hier entlang der Oder verlaufenden Grenze zu Österreichisch Schlesien – das Wasserhebewerk Passek errichtet. Es führte Wasser aus der Oder über eine drei Kilometer lange Kunstwasserleitung zum Wasserturm auf der Juliánka am Rande des Parks, wo es über eine Gravitationsleitung in den Park und in die herrschaftlichen Nutzgärten abgegeben wurde. Zum Schutz des in unmittelbarer Nähe gelegenen herrschaftlichen Vorwerks Charlottenhof vor den Emissionen der mit Steinkohle befeuerten Kesselanlage wurde ein Industrieschornstein mit einer Höhe von 90 preußischen Fuß errichtet. Unterhalb des Maschinenhauses wurde später die Pegelstation Wasserhebewerk Patlowetz eingerichtet.
Zum Ende des Zweiten Weltkrieges wurde der Schornstein – hier auch Esse genannt – von der Wehrmacht als militärischer Beobachtungsposten genutzt. In dieser Zeit wurde das Wasserhebewerk während eines sowjetischen Luftangriffes bombardiert. Ob es wegen seiner hohen Esse für ein Fabrikgebäude gehalten wurde oder der Beobachtungsposten entdeckt worden war, ist nicht bekannt. Die Kriegsschäden am Schornstein betrafen nur den Zinnenbereich und waren unwesentlich. Da sie nicht beseitigt wurden, vergrößerten sie sich infolge von Bewuchs. Nach 1948 entstand im Maschinistenhaus eine sozialistische Wohnung.
In der zweiten Hälfte des 20. Jahrhunderts gingen in der Region das Wissen über den ursprünglichen Zweck der abgelegenen Gebäude und der Name Patlovec verloren. Noch im Jahr 2009 veröffentlichte die Stadt Bohumín in ihrem Stadtanzeiger einen Ausflugstipp, in dem der Schornstein als ungepflegter „preußischer Grenzwachturm aus dem Jahre 1781 mit zugemauertem Eingang“ beschrieben wurde. Ebenso wurde er irrtümlicherweise auch für einen Wasserturm gehalten. Nach der Samtenen Revolution von 1989 kamen die Gebäude in Privatbesitz. Die Gebäude des Wasserhebewerks wurden seit den 2000er Jahren saniert und modernisiert, so dass von der ursprünglichen Anlage nur noch der Schornstein im Originalzustand erhalten ist. Dessen baufälliger Zinnenbereich wurde im Zuge der Errichtung von Antennen auf dem Kaminkopf saniert.
Nachdem Martin Vonka und Michal Horáček von der Fakultät für Bauwesen der Tschechischen Technischen Universität Prag die kulturhistorische Bedeutung der in Vergessenheit geratenen Anlage als ehemaliges Wasserhebewerk Patlovec dargestellt hatten, wurde sie am 8. Dezember 2020 zum Kulturdenkmal erklärt. Das geschah auf Empfehlung der Nationalen Denkmalbehörde Ostrava.
Es sei ein einzigartiges technisches Denkmal und Bestandteil des umfangreichen Wasserwirtschaftssystems der Herrschaft Schillersdorf. Zugleich wurde die neugotische Anlage als Ergänzung der bereits unter Denkmalschutz gestellten kleineren romantischen Bauwerke im und um den Schillersdorfer Schlosspark und der Schornstein als dominante regionale Landmarke betrachtet. Dem Wohngebäude wurde dabei wegen des teilweisen Abbruchs der Bausubstanz in der zweiten Hälfte des 20. Jahrhunderts nur eine historische Bedeutung zuerkannt; infolge der Umbauten sind nur noch geringfügige architektonische Details mit Denkmalwert erhalten.

## Beschreibung
Die Anlage bestand aus einem Maschinistenhaus, dem Maschinen- und Kesselhaus und einem schmuckvoll gestalteten Schornstein. Die mit Ausnahme der Esse ebenerdigen Gebäude sind heute saniert und mit Blechdächern versehen. Neben dem in ähnlicher Art neugotisch gestalteten Schornstein der ehemaligen Clam-Hütte (Klamovka) in Blansko ist der Schornstein des Wasserhebewerks Passek einer der wenigen in seiner ursprünglichen Gestalt erhaltenen Industrieschornsteine aus der Mitte des 19. Jahrhunderts in Tschechien. Von der Oder führte ein unterirdischer Wasserleitungskanal bis unter das Pumpwerk. Die Dampfmaschine mit einer Leistung von 50 PS wurde von drei kohlebefeuerten Dampfkesseln angetrieben. Die Westseite der Anlage bildet die ehemalige Dampfpumpenstation mit dem Schornstein. Der südwestliche Flügel mit der Werkstatt sowie einem Teil des Kesselhauses mit den Dampfmaschinen wurde inzwischen abgebrochen. Unterhalb des Wasserhebewerks befanden sich im Seitental des Fasaneriegrabens noch mehrere Wirtschaftsgebäude des Maschinisten, die ebenfalls nicht erhalten sind.

### Heutiger Zustand
Der an der westlichen Ecke befindliche und aus Ziegeln gemauerte weithin sichtbare Schornsteinkörper hat eine Höhe von 28,3 m und ist mit neugotischen Elementen verziert. Die Fassade wird durch sechs Reihen von Blendbogenfenstern sowie darüber einer Reihe ebenfalls verblendeter Rundfenstern gegliedert. Den oberen Abschluss bildet ein Zinnenkranz auf sandsteinernen Kragsteinen (krakorec). Der Sockelbereich hat Zierstreifen aus schwarzen Klinkern. Der Schornstein besteht aus der Außenhülle sowie dem inneren Essenkörper mit einer lichten Weite von einem Meter, dessen Kopf über das Niveau der Zinnen hinausragt. Aus dem nebenstehenden Gebäude besteht ein ebenerdiger Zugang zur Esse, die im Innern mit einer eisernen Leiter versehen ist.
Das an der Ostseite des Schornsteins stehende gemauerte und weiß verputzte Gebäude mit einer metallenen Doppelflügeltür dient heute als Garage. Daran ist auf der gegenüberliegenden Seite ein Türmchen mit quadratischem Grundriss angebaut, dessen holzverkleidetes und mit einem Zeltdach gedecktes Obergeschoss die Form eines Hochsitzes hat, zu dem eine Holztreppe führt. Östlich des Türmchens schließt sich ein halbstöckiges gemauertes und ebenfalls verputztes Gebäude an; entlang der Südwestseite wurde das Halbgeschoss bei der neuzeitlichen Sanierung zu einem vom Ostflügel zum Türmchen führenden hölzernen Laufgang mit Pultdach umgestaltet. An der Nordostseite des westlichen Flügels sind die Eingangstür und zwei Fenster mit einem Spitzbogen versehen.
Das flächenmäßig größte Gebäude ist der zu Wohnzwecken genutzte Ostflügel. In seiner dreiachsigen, zum Odertal zeigenden Südostfassade befinden sich der Hauseingang sowie zwei neu eingefügte ungegliederte Fenster; bei der Sanierung wurde eine hölzerne Veranda mit einem von Holzsäulen getragenen Pultdach vorgebaut. An der südöstlichen Hausecke ist der historische Stützpfeiler erhalten. In der ebenfalls dreiachsigen Nordostseite sind zwei originale rechteckige Blendfenster mit profilierter Laibung sowie Bekrönung und Ohrung erhalten, ein weiteres Rechteckfenster wurde bei der Sanierung durch ein ungegliedertes ohne Umrahmung ersetzt.

## Trivia
Der Schornstein des Dampfmaschinenhauses zur Wasserversorgung des Schlossparks Babelsberg wurde ebenfalls im neugotischen Stil mit Blendfenstern und Zinnen errichtet.